# 彼得·安德伍德

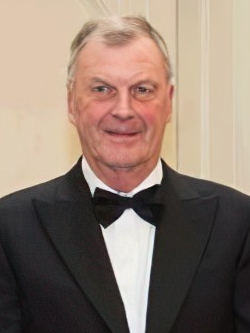
攝於2012年

彼得·安德伍德,AC（Peter Underwood，1937年10月10日—2014年7月7日），澳大利亚塔斯马尼亚州前总督。安德伍德1937年生于英国，1950年移民澳大利亚。1960年毕业于塔斯马尼亚大学。2008年4月2日起，担任塔斯马尼亚州总督，至2014年7月7日因癌症於任內逝世。他致力于民事诉讼改革。